# 蕭丁訓
蕭丁訓（1947年4月3日—），綽號「博士蕭」。臺灣臺南縣人，臺灣港務公司首任董事長，統籌經營臺灣各地商港。港務局企業化之前，蕭曾任高雄港務局局長、花蓮港務局局長、基隆港務局局長、台中港務局副局長。，被臺灣航運界人士譽為「港航教父」。

## 生平
蕭丁訓出身於臺南縣後壁鄉頂長村，1970年，報考台灣省經濟建設人員乙等特考企業管理人員工商管理組，及格錄取後進入公務體系，曾任基隆港務局基倉庫副管理員、業務組長、台中港務局主任秘書、港務長、副局長、花蓮港務局局長等職務。
蕭丁訓從事港務工作長達43年，資歷完整，由基隆港務局基層開始做起，任職多年升任多項職務，卸任之後，於2012年3月1日轉任臺灣港務公司首任董事長，因工作繁重導致顏面神經失調症，向交通部請辭，任期至2014年9月15日為止。
蕭丁訓臺灣港務公司董事長任內秉持著朝著「強化本業、搶攻自貿、發展都會港岸」三大經營策略齊心邁進，貿港區招商、開闢國際郵輪本島航線、郵輪公司投資澎湖馬公等努力出成效，深受業界推崇，一生貢獻臺灣港口，於卸任時交通部政務次長陳建宇監交並頒贈「一等交通專業獎章」，當時還有高雄市公、民機構及港航界派表前來觀禮。臺灣港務公司董事長在蕭卸任後由張志清接任。美國維多利亞郵輪集團總裁畢東江籌備在台成立「中華國際郵輪產業協會」，邀請港務經驗豐富的蕭丁訓出任籌備會主委。

### 家庭背景
蕭丁訓母親蕭鄭玉枝育有3子1女，長子蕭登串曾任興華中學校長、次子蕭登財是全國十大精典好米得主、3子蕭丁訓。

### 學歷
- 淡江文理學院企管系學士
- 國立交通大學管理科學研究所碩士
- 國立臺灣海洋大學航運管理學系海運組博士

## 港務生涯

### 港務局時期
蕭丁訓於1970年，通過公務員考試進入公務員體系。曾在基隆港、台中港、花蓮港三地皆有服務經驗，由基層的倉庫副管理員做起，歷任股長、組長、主任等基層幹部，而後在花蓮、基隆、高雄三處港務局皆擔任過局長職務，在產官學民界皆有人脈。業界中著名的事蹟，包括在基隆港務局長任內積極招商，至馬來西亞拜訪麗星郵輪，遊說被停駛的定期航班恢復彎靠基隆港，也前往日本爭取日本郵船等招租基隆港的物流倉儲。:a15，在高雄港務局任內新生南路有交通黑暗路之稱，興建高雄港聯外高架道路，可望改善當地的交通現象。
蕭提出高雄港的附屬港口台南安平港要發展國際航運目前仍然不夠的，台南安平港以北有台中港、基隆港，以南有高雄港的情況ㄒ，在地理位置的優勢與中國接近，以目前的兩岸直航與ECFA的優勢外，發展定位以兩岸及離島客貨運，積極推動客貨兩用快速船行駛兩岸。

### 臺灣港務公司時期
2012年，中華民國行政院組織改造，對商港實施「政企分離」經營體制，新設航港局處理行政事宜，並將原交通部各地港務局業務組建為一家國營企業──臺灣港務公司，由蕭丁訓擔任港務公司首任董事長。蕭丁訓於任內提出四大期望，分別為：
1. 發展自由貿易港區五大營運模式業務。
2. 臺灣港群轉型加值物流港，發展多國拆併櫃（MCC）業務，創造績效至每年百萬噸貨量。
3. 以投資聯合簽署典禮推廣自由貿易港區委外加工的機制，串連相關廠商分工合作，創造商機。
4. 推出63公頃的高雄港南星自由貿易港區，發展綠能產業及逆物流等業務[16]。

台灣港務局轉型為港務公司，拓展中國、東南亞、東北亞合作聯盟，天津東江保稅區直航高雄，造就合作契機，由蕭代表與天津港公司董事長于汝民簽署高雄合作意向書，簽署港口對天津港口的物業流通、航運運輸及人才培訓交流，蕭拜訪泰國港務局，提出泰國出貨到台灣，台泰海運航線中增加港口台灣轉口量，透過稅率優惠，增加合作機會。，
隨著北美市場郵輪飽和下，郵輪逐漸到亞洲地區，蕭丁訓表示，臺灣位於越太平洋航線與亞歐航線的交會，是東亞地區主要的貿易與轉運中心，推動亞洲經濟圈，採用龜兔新哲學，也就是Fly+cruise（海空聯運），在空海合作下增益臺灣觀光經濟。

蕭丁訓與王乾發縣長共推馬公金龍頭開發以及海蛟三中隊馬公基地的遷建計畫，海港旅遊運輸機能使馬公港郵輪得以停靠成為國際觀光的度假島嶼，2014年，港務公司與美國加勒比海皇家遊輪首次合作RCCL金龍頭投資案
，將金龍頭海軍基地用來興建澎湖金龍頭郵輪碼頭。

### 爭議
2012-6-7 自由時報報導九十七年高雄港務局爆發虛報貨櫃量貪瀆弊案，法院審理中其中官員非停職，而在成立港務公司卻集體升官，其中提到蕭丁訓提早退休去接任港務公司董事長，指出港務公司養肥貓，對此蕭丁訓回覆：高雄港務局改制為台灣港務公司，公司化形同降級，二級單位降為三級單位，根本沒人升官，否認肥貓說，高階人才必須先辦理公部門退休，公務人員十八趴優惠及退休金均先凍結。時任交通發言人葉匡時表示法院已經一審判無罪 是基於功能考量任用